# Damijan
Damijan je moško osebno ime.

## Izvor imena
Ime Damijan je različica moškega osebnega imena Damjan.

## Pogostost imena
Po podatkih Statističnega urada Republike Slovenije je bilo na dan 31. decembra 2007 v Sloveniji število moških oseb z imenom Damijan: 1.825.

## Osebni praznik
Osebe z imenom Damijan  godujejo 26. septembra (Damijan, mučenec, † 26.sep. 303).